# Claude Augier de Chezeau
Claude Augier de Chezeau est un homme politique français né le 16 novembre 1756 à Évaux-les-Bains (Creuse) et mort le 20 janvier 1847 au même lieu.
Conseiller général, maire d'Aubusson en 1815, il est député de la Creuse de 1817 à 1827, siégeant avec la majorité soutenant les gouvernements de la Restauration.

## Sources
- « Claude Augier de Chezeau », dans Adolphe Robert et Gaston Cougny, Dictionnaire des parlementaires français, Edgar Bourloton, 1889-1891 [détail de l’édition]